# Кавадарци
Кава́дарци (макед. Кавадарци) — город в Северной Македонии в историко-географической области Повардарии, центр одноимённой общины Кавадарци.

## География
Город расположен в центре котловины Тиквеш на двух берегах реки Луда-Мара (Ваташка-река), на высоте от 230 до 270 метров.

## История
Современная северномакедонская историография утверждает, что в VII веке Кавадарци были основаны, или заселены, славянским племенем верзитов. Впервые же Кавадарци упоминаются под этим именем в 1519 году, в османском налоговом реестре Кюстендильского санджака. Первоначально были центром нахии в Струмишской казе, а с XVII века — самостоятельная каза. Некоторые сведения о Тиквешской паланке сообщает известный османский путешественник Эвлия Челеби, посетивший этот край в 1664 году. Он пишет, что к городу тяготеют 70 оживлённых сёл. В Кавадарцах 4 квартала, 300 домов с черепичными крышами, три мечети, два хана (гостиницы) и очень красивая баня. По данным македонского просветителя Йордана Хаджи-Константинова, в 1855 году в Кавадарцах имелись не только три мечети, но и православная церковь прекрасной архитектуры и старинная высокая кула(башня). Неподалёку от города стоит Полошский монастырь XIV столетия.
В 1894 г. здесь, в Кавадарцах, македонскими патриотами Даме Груевым и Гоце Делчевым была основана Внутренняя македонско-одринская революционная организация.
В ноябре 1912 года сербские контингенты[что?] выбили турок из Кавадарцев. Но уже вскоре местные болгары почувствовали высокомерное отношение новых властей. 19 июня 1913 года Кавадарци стали одним из центров Тиквешского восстания против сербской оккупации. На короткое время были освобождены сёла Кавадарци, Неготино и Ваташа. Но вскоре восстание было подавлено, погибли свыше 500 патриотов.

## Население
По переписи 2002 года, в городе проживали 29 188 жителей.
| Национальность | Всего           |
| македонцы      | 28354 (97,14 %) |
| албанцы        | 2               |
| турки          | 151             |
| цыгане         | 368             |
| влахи          | 22              |
| сербы          | 159             |
| бошняки        | 4               |
| другие         | 128             |

## Личности
- Чемерский, Ангел (1923—2005), югославский политик
- Анастасов, Григор, болгарский революционер, югославский политик
- Даскалов, Добри (1882—1912), болгарский революционер
- хаджи Йован Грозданов, болгарский общественный деятель
- Мишев, Лазар (1881—1951), болгарский революционер
- Хадживасилев, Мито (1922—1968), югославский политик
- Шкартов, Михаил (1884—1936), болгарский революционер
- Минчев, Никола (1915—1997), югославский политик
- Гелова Стоянова, Соня (р.1964), политик, депутат от ВМРО-ДПМНЕ
- Андов, Стоян (р.1935), председатель Собрания Республики Македонии

## Города-побратимы
- Болевац, Сербия
- Плевен, Болгария